# جی. وای. پارک
پارک جین یونگ (کره‌ای: 박진영؛ زادهٔ ۱۳ دسامبر ۱۹۷۱) که بیشتر با نام هنری جِی. وای. پارک (J. Y. Park) یا جِی‌وای‌پی (JYP) شناخته می‌شود، خواننده، شاعر، رقصنده، تهیه‌کننده موسیقی و بنیانگذار و مدیر سابق کمپانی جی‌وای‌پی اینترتینمنت، یکی از بزرگ‌ترین و قدرتمندترین آژانس‌های سرگرمی کره جنوبی است. معروفیت جی‌وای‌پی با منتشر شدن آلبومش به نام Blue City آغاز شد.
او به عنوان مدیر سابق جی‌وای‌پی اینترتینمنت توانسته است هنرمندان موفقی را به صنعت موسیقی کی-پاپ وارد کند؛ هنرمندانی مانند: رین، واندر گرلز، توپی ام، میس ای، گات سون، دی سیکس، توایس، استری کیدز و ایتزی، همچنین در ماندوپاپ گروه بوی استوری و در سبک جی-پاپ گروه نی‌زی‌یو.

## زندگی‌نامه
پارک در شهر سئول کشور کره‌جنوبی به دنیا آمد. پدر او خبرنگار کمپانی در آمریکا بود. در سن ۹ سالگی پارک به همراه مادرش به نیویورک رفت به دلیل انتقالی که پدرش گرفته بود. آن‌ها به مدت سه سال در آن شهر زندگی کردند و بعد از آن به شهر سئول برگشتند تا او به دبیرستان آنجا برود. او توانست در دانشگاه یوسی قبول شود و در آن دوران او دو آلبوم از خود منتشر کرد و در نهایت در سال ۱۹۹۶ تحصیل خود را به پایان رساند.او یک خواهر بزرگتر از خود دارد.

## حرفه
پارک حرفه خوانندگی خود را در سال ۱۹۹۴ با منتشر کردن آهنگ «ترکم نکن» از آلبوم شهر آبی شروع کرد. در سال ۱۹۹۷ او کمپانی جی وای پی را بنا کرد. اولین گروه این کمپانی g.o.d نام داشت و در سال ۱۹۹۹ این گروه آغاز به کار کرد. موفقیت‌های بسیار این گروه باعث معروفیت بسیار این کمپانی به عنوان کمپانی که می‌تواند آهنگ‌های عالی بدهند شد.
در سال ۲۰۰۴ با ورود به صنعت موسیقی آمریکا تبدیل به اولین تهیه‌کننده آسیایی شد که در آن کشور تهیه کنندگی کرده است.
در تاریخ مه سال ۲۰۰۸ هنرمند معروف جکی چان از شخص جی وای پی خواست که برای حادثه زلزله چین آهنگی را به خاطر این موضوع بسازد، جی وای پی هم آهنگی به نام دوباره لبخند بزن را با استفاده از خواننده‌های معروف کره ای ساخت و به مردم چین این آهنگ را تقدیم کرد.
در سال ۲۰۰۹ پارک تبدیل به اولین شاعر کره ای شد که توانسته است در جدول هات صد آمریکا ورود کند آن هم با نوشتن آهنگ گروه واندر گرلز به نام هیچ‌کس.
در تاریخ ۳ دسامبر ۲۰۰۹ جی وای پی تک آهنگ "No Love No More." را منتشر کرد. در سال ۲۰۱۱ جی وای پارک با همکاری با خواننده گین عضو گروه Brown Eyed Girls آهنگ "Someone Else"را منتشر کردند که این آهنگ توانست در جدول گائون رتبه دو را کسب کند و در نهایت به فروش یک میلیون نسخه دست پیدا کرد. در ادامه موفقیتهای تک آهنگ‌های جی وای پی او آهنگ "You're the One" را در سال ۲۰۱۲ منتشر کرد. این آهنگ تا رتبه ۳ جداول کره رسید و توانست به فروش یک و نیم میلیون نسخه دست یابد.
در سال ۲۰۱۵ پارک آهنگ "Who's Your Mama?" را با همکاری خواننده معروف کره ای جسی (موسیقی‌دان) منتشر کرد. این آهنگ توانست به یکی از موفق‌ترین آهنگ‌های جی وای پی تبدیل شود.
در سال ۲۰۱۶ او آهنگ 'Still Alive' را منتشر کرد همزمان با انتشار این آهنگ پارک در برنامه آمریکایی کونان اوبراین ظاهر شد و آهنگ مخصوصی را برای او همراه با استیون ین و پارک جی-مین ساخت و اجرا کردند نام این آهنگ fire نام داشت و در موزیک ویدیوی این اثر گروهای دختر واندر گرلز و توایس حضور داشتند.همین‌طور پارک در آن زمان در برنامه Sister's Slam Dunk برای این گروه آهنگی به اسم 'Shut Up' را ساخت این آهنگ به طرز غیرمنتظره‌ای رتبه یک چارت‌های کره دست یابد. در اواخر سال ۲۰۱۶ خبر ار ساخت آهنگی برای یک گروه دختر به اسم I.O.I را داد که این آهنگ به عنوان آخرین آهنگشان قبل از جدایی گروهشان بود. نام این آهنگ "Very Very Very" نام داشت و توانست به موفقت‌های تبلیغاتی زیادی دست یابد توانست به اولین و آخرین آهنگ گروه تبدیل شود که به رتبه یک تمام چارت‌های کره دست یافته است یا به اصطلاح PAK گرفته است و توانست در جدول گائون هم به رتبه یک برسد. در سال ۲۰۱۹ پارک با همکاری بی‌بی (خواننده) آهنگ 'Fever' را منتشر کرد.
پارک در تاریخ ۱۲ اوت سال ۲۰۲۰ آهنگی را با همکاری با خواننده معروف سونمی به اسم"When We Disco"ساخت و منتشر کرد این آهنگ توانست به رتبه سه جدول گائون دست یابد؛ و تبدیل به ششمین آهنگ پارک شد که وارد ده آهنگ برتر این چارت می‌شود.

### بازیگری
در اوایل سال ۲۰۱۱ جی وای پی اولین حضورش در کی دراما تجربه کرد آن هم با بازی در سریال رؤیای بلند. و به خاطر بازی در این فیلم توانست نامزد بهترین بازیگر تازه‌کار سال را در مراسم جایزه هنری پکسانگ شود.
در همان سال پارک اولین حضور سینمایی خود را با حضور در فیلم مرد پنج میلیون دلاری انجام داد در این فیلم هنرمندانی مانند:مین هیو-رین و Jo Sung-ha حضور داشتند.